# 6146 Adamkrafft
6146 Adamkrafft è un asteroide della fascia principale. Scoperto nel 1973, presenta un'orbita caratterizzata da un semiasse maggiore pari a 2,3140207 UA e da un'eccentricità di 0,2635751, inclinata di 3,40963° rispetto all'eclittica.